# Sonata per pianoforte n. 25 (Beethoven)
La sonata per pianoforte n. 25, Op. 79, acquisì la denominazione di "Sonata facile" o "Sonatina" da Beethoven stesso, per differenziarla dall'opera precedente, la sonata "per Teresa". Come quest'ultima, venne composta nel 1809 e pubblicata l'anno successivo. Sembra che fosse destinata come dono a Teresa Malfatti, di cui si era innamorato al punto da proporle di sposarlo (richiesta che venne rifiutata); al momento della pubblicazione, però, non venne recata alcuna dedica.

## Struttura
La breve sonata opera 79 è divisa in tre movimenti:
1. Presto alla tedesca
2. Andante (in Sol minore)
3. Vivace

## Analisi del Primo movimento
Il Primo movimento della sonata ha come metro tre quarti nella tonalità di base di sol maggiore. L'indicazione agogica (o tempo) indicata è “Presto, alla tedesca”. La struttura formale è quella di una semplice forma-sonata con le tre classiche parti: Esposizione - Sviluppo - Ripresa con Coda finale.

### Esposizione
Il primo tema, dallo "spiccato carattere tedesco" si presenta in 8 misure più altre quattro conclusive (codetta del tema). L'ambiente armonico è la tonica (sol maggiore) presente fin dall'inizio nell'accompagnamento della mano sinistra. Il tema è costruito su un inciso di tre note (misura 1) in ottava (sol - si - sol) che spesso ritorneranno nel corso del movimento, seguito da una linea melodica discendente conclusa dal ritorno della figura iniziale ma con tre note diverse (do - la - fa#).[batt. 1-12]
Il resto dell'Esposizione "è dedicata al processo di modulazione alla dominante". Il secondo tema (o gruppo tematico secondario) consiste in rapide scale e arpeggi ascendenti sulla dominante (re maggiore).[batt. 12-20]
In realtà l'apparizione della dominante è solo una dominante di passaggio. La dominante viene affermata in modo soddisfacente (per Beethoven) solamente dopo l'uso della dominante della dominante della dominante. A misura 16 l'arpeggio è basato sull'accordo di si minore, a misura 20 sul mi maggiore, a misura 24 la linea melodica della mano destra si stabilizza in una serie di accordi sul la maggiore per poi concludere finalmente sulla dominate (re maggiore). Le ultime quattro misure sono dedicate alla codetta dell'esposizione e sono cadenzali (si ritorna alla tonalità d'impianto).

### Sviluppo
Dopo la ripetizione integrale dell'esposizione si entra nello sviluppo. Riappare subito il tema principale nella tonalità di mi maggiore (misure 53 - 60) a cui segue una prima fase di sviluppo vero e proprio. Questa è organizzata su due frasi "rustiche" di 8 misure: forte la prima nel modo maggiore (mi maggiore) e piano e dolce la seconda nel modo minore (mi minore) e consiste nella continua ripetizione dell'inciso iniziale del tema principale.[bat. 60-70]
Dopo un intermezzo (misure 76 - 83)  ricavato dalla codetta del tema principale ritornano altre due frasi rustiche (misure 84 - 100) di sviluppo analoghe alle precedenti ma la prima in modo minore (do minore) e la seconda in modo maggiore (mi bemolle maggiore). Anche questa seconda fase dello sviluppo è chiusa dallo stesso intermezzo (misure 100 - 112) ma opportunamente trasposto (da do maggiore a mi bemolle maggiore). Seguono 8 misure (battute 112-119) con la frase "rustica" di sviluppo alla dominante (re maggiore); quindi passando per un crescendo e un'emiola  (il ritmo alla mano sinistra non è più di tre semiminime ma di 4 [misure 120 - 123]) si introduce la ripresa.[bat. 119-127]

### Ripresa e Coda finale
Nella ripresa il tema principale (misure 124 -135) si presenta pressoché immutato, mentre (secondo le norme della forma-sonata) il secondo tema (misure 135 - 168) viene esposto alla tonica (sol maggiore). Nella parte finale compare la sottodominante (do maggiore) in modo da terminare sulla tonica.

Tutto lo sviluppo e la ripresa vengono ripresentati (indicazione di ritornello) a cui segue la coda finale (da misura 178). Le prime quattro battute della coda continuano l'idea della codetta dello sviluppo, quindi riappare il tema principale (o parte di esso) per quattro volte: alla tonica e nella mano sinistra la prima volta, alla sopratonica (la minore) e nella mano destra la seconda volta, e quindi come le prime due volte ma "con acciaccature di umorismo rustico". L'ultimo arpeggio del tema si prolunga per le ultime dieci battute finali consentendo al pezzo di svanire nell'aria.

### Schema riassuntivo
| Parte       | Sezione                                                | Grado                             | Tonalità              | Battute:da-a |
| ----------- | ------------------------------------------------------ | --------------------------------- | --------------------- | ------------ |
| Esposizione | Tema principale                                        | I (tonica)                        | sol magg.             | 1 – 8        |
| Esposizione | Codetta del tema                                       | I (tonica)                        | sol magg.             | 8 - 12       |
| Esposizione | Tema secondario                                        | V (dominante)                     | re magg.              | 12 - 45      |
| Esposizione | Codetta dell'esposizione                               | => I (tonica)                     | => sol magg.          | 45 - 52      |
| Sviluppo    | Tema principale                                        | VI (sopradominante)               | mi magg.              | 53 - 60      |
| Sviluppo    | Frase 1 di sviluppo (modo magg.)                       | VI (sopradominante)               | mi magg.              | 60 - 67      |
| Sviluppo    | Frase 2 di sviluppo (modo min.)                        | VI (sopradominante)               | mi minore             | 67 - 75      |
| Sviluppo    | Intermezzo (elementi della codetta del tema)           | IV (sottodominante)               | do magg.              | 76 - 83      |
| Sviluppo    | Frase 3 di sviluppo (modo min.)                        | IV (sottodominante)               | do min.               | 84 - 91      |
| Sviluppo    | Frase 4 di sviluppo (modo magg.)                       | VI (sopradominante diminuita)     | mi bemolle magg.      | 92 - 99      |
| Sviluppo    | Intermezzo (elementi della codetta del tema)           | VI (sopradominante diminuita)     | mi bemolle magg.      | 100 - 112    |
| Sviluppo    | Frase 5 di sviluppo e codetta                          | V (dominante) => I (tonica)       | re magg. => sol magg. | 112 - 123    |
| Ripresa     | Tema principale                                        | I (tonica)                        | sol magg.             | 124 - 131    |
| Ripresa     | Codetta del tema                                       | I (tonica)                        | sol magg.             | 131 - 135    |
| Ripresa     | Tema secondario                                        | I (tonica) => IV (sottodominante) | sol magg.=> do magg.  | 135 - 169    |
| Ripresa     | Codetta                                                | => I (tonica)                     | => sol magg.          | 169 - 177    |
| Coda finale | Prolungamento della coda precedente                    | I (tonica)                        | sol magg.             | 178 - 181    |
| Coda finale | Tema (contratto) alla mano sinistra                    | I (tonica)                        | sol magg.             | 182 - 185    |
| Coda finale | Tema (contratto) alla mano destra                      | II (sopratonica)                  | la min.               | 186 - 189    |
| Coda finale | Tema (contratto e con acciaccature) alla mano sinistra | I (tonica)                        | sol magg.             | 190 - 193    |
| Coda finale | Tema (contratto e con acciaccature) alla mano destra   | II (sopratonica)                  | la min.               | 194 - 196    |
| Coda finale | Arpeggi finali                                         | I (tonica)                        | sol magg.             | 197 - 207    |

## Analisi del Secondo movimento
Il Secondo movimento della sonata ha come metro nove ottavi nella tonalità di base di sol minore. L'indicazione agogica (o tempo) indicata è “Andante”. La struttura formale è quella di una barcarola (con la forma: A - B - A') secondo lo stile dell'opera italiana, ma anche, come ha detto Hans von Bülow, un prototipo di "romanza senza parole".

In questo andante i temi presentati sono due. La prima idea si sviluppa in due frasi, più o meno simili (misura 1 e misura 3) e una codetta (misura 5). Sono 8 battute di un tema semplice e chiaro in sol minore e senza sviluppo.[batt. 1-2]
La seconda frase termina in si bemolle maggiore (relativa maggiore di sol minore, ma anche dominante di mi bemolle maggiore) preannunciando così il prossimo ambiente armonico. Una battuta di collegamento (9) in si bemolle maggiore settima prepara l'entrata della seconda idea in mi bemolle maggiore (essendo il si bemolle la dominante di mi bemolle). Anche questa seconda idea, "scorrevole ma senza nessuna impronta caratteristica", nella tonalità di mi bemolle maggiore (sopradominante rispetto alla tonalità d'impianto), è sviluppata in 8 misure (da battuta 10 a battuta 17) a cui segue una codetta di 5 misure per poi riprendere la prima idea. Questa parte centrale dell'Andante è un a solo nello stile dell'opera italiana.[batt. 10-12]
La codetta della seconda idea sfrutta l'armonia della relativa minore rispetto al mi bemolle maggiore (ossia do minore) per raggiungere il re maggiore (dominante della tonalità d'impianto) alla fine della codetta e quindi il sol minore della prima idea. Al ritorno della prima idea (misura 22) segue una coda finale (misura 30) di 5 misure che chiude con una cadenza sulla tonica (re maggiore settima - sol minore).

### Schema riassuntivo
| Parte                  | Sezione               | Grado                               | Tonalità                 | Battute:da-a |
| ---------------------- | --------------------- | ----------------------------------- | ------------------------ | ------------ |
| Parte A (prima idea)   | Frase 1               | I (tonica)                          | sol minore               | 1 – 2        |
| Parte A (prima idea)   | Frase 2               | I (tonica)                          | sol minore               | 3 - 4        |
| Parte A (prima idea)   | Codetta               | III (mediante)                      | si b maggiore            | 5 - 8        |
| Parte A (prima idea)   | Ponte di collegamento | 7a di III (mediante)                | si b magg. settima       | 9            |
| Parte B (seconda idea) | Tema                  | VI (sopradominante)                 | mi b magg.               | 10 - 17      |
| Parte B (seconda idea) | Codetta               | Rel. min. di Mi b magg.=> dominante | Do minore => re maggiore | 17 - 21      |
| Parte A' (prima idea)  | Frase 1               | I (tonica)                          | sol minore               | 22 – 23      |
| Parte A' (prima idea)  | Frase 2               | I (tonica)                          | sol minore               | 24 - 25      |
| Parte A' (prima idea)  | Codetta               | III (mediante)                      | si b maggiore            | 26 - 29      |
| Coda finale            |                       | I (tonica)                          | sol minore               | 30 - 34      |

## Analisi del Terzo movimento
Il Terzo movimento della sonata ha come metro due quarti nella tonalità di base di sol maggiore. L'indicazione agogica (o tempo) indicata è “Vivace”. La struttura formale è quella di un rondò (forma: ABACA+Coda) appena sviluppato.

Il tema del rondò' si presenta in due parti di 8 misure. Nella prima parte (misure 1 - 8) dalla tonica (sol maggiore) si arriva alla dominante (re maggiore). Nella seconda parte (misure 9 - 17), più dinamica della prima, si ritorna alla tonica (sol maggiore).[batt. 1-17]
Il primo episodio (misure 17 - 35) utilizza, come materiale di base, molto semplicemente l'inciso iniziale del tema. L'armonia più volte si ferma sulla mediante (si maggiore) per poi tornare alla tonica al sopraggiungere del tema del rondò.

La seconda esposizione del tema (misure 36 - 51) lascia immutata la linea melodica della mano destra, mentre al basso gli accordi di semiminime si trasformano in terzine di crome. Anche l'armonia non cambia, mentre sono eliminati i ritornelli. Il secondo episodio (misure 52 -  72) è impostato, armonicamente, sulla sottodominante (do maggiore) più volte affermata con accordi ribattuti.

L'ultima, la terza esposizione del tema' (misure 73 - 104) è la più elaborata: la prima parte del tema è immutata nella linea melodica, cambia l'accompagnamento che questa volta è fatto di quartine di semicrome, poi rimanendo immutato l'accompagnamento della mano sinistra, la destra presenta "degli effetti d'eco umoristici con funzione ritardante".  Sono delle terzine di crome sincopate a cui manca la prima croma (sostituita con una pausa). In realtà la croma centrale della terzina propone esattamente la corrispondente nota iniziale del tema, in ritardo ovviamente di 1/3 di semiminima.[batt. 81-88]
La seconda parte del tema è un "mix" delle varie idee fino ad ora realizzate. Nella coda finale (da misura 105 fino alla fine) "dopo un crescendo, gli accordi finali brevi e subito piano arrivano come una sorpresa, uno scherzo".

### Schema riassuntivo
| Parte                       | Sezione                   | Grado                       | Tonalità              | Battute:da-a |
| --------------------------- | ------------------------- | --------------------------- | --------------------- | ------------ |
| Tema (prima esposizione)    | Frase 1 (con ritornello)  | I (tonica) => V (dominante) | sol magg. => re magg. | 1 – 8        |
| Tema (prima esposizione)    | Frase 2 (con ritornello)  | V (dominante) => I (tonica) | re magg. => sol magg. | 9 - 17       |
| Primo episodio intermedio   |                           | => III (mediante)           | => si magg.           | 17 - 35      |
| Tema (seconda esposizione)  | (senza ritornelli)        | I (tonica)/V (dominante)    | sol magg./re magg.    | 36 - 51      |
| Secondo episodio intermedio |                           | => IV (sottodominante)      | => do magg.           | 51 -72       |
| Tema (terza esposizione)    | (con ripetizioni variate) | I (tonica)/V (dominante)    | sol magg./re magg.    | 73 - 104     |
| Coda finale                 |                           | I (tonica)                  | sol magg.             | 105 - 118    |